# Zeddiani
Zeddiani är en ort och kommun i provinsen Oristano i regionen Sardinien i Italien. Kommunen hade 1 162 invånare (2017).